# Amtsgerichtsgebäude (Grimmen)

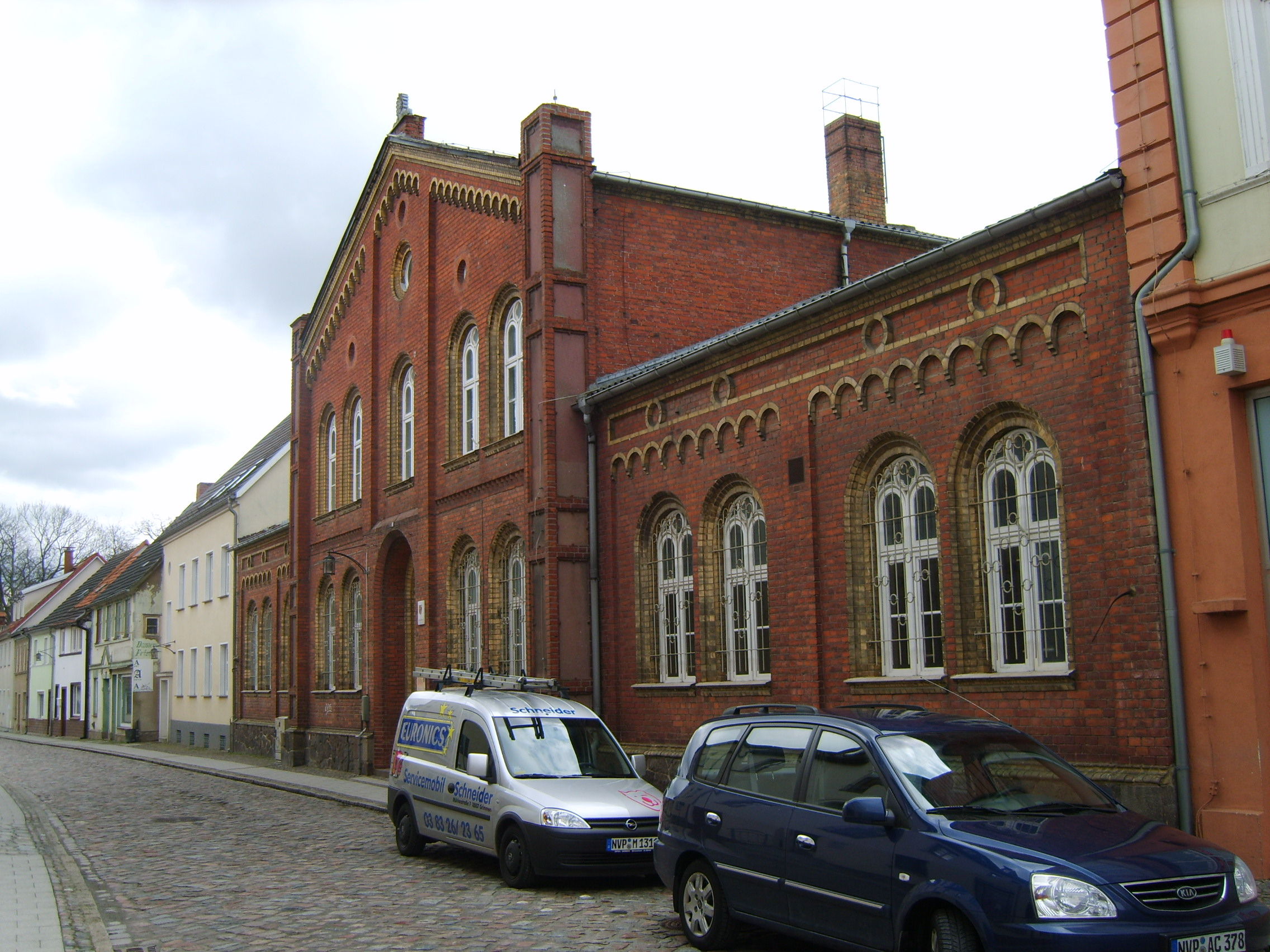
Grimmen, Amtsgerichtsgebäude

Das ehemalige Amtsgerichtsgebäude in Grimmen (Mecklenburg-Vorpommern), Hafenstraße 14, stammt von 1838. Das Gebäude steht aktuell leer.
Das Gebäude steht unter Denkmalschutz.

## Geschichte
Grimmen, mit 9489 Einwohnern (2019), wurde 1267 erstmals erwähnt. 1815 kam Schwedisch-Pommern zum Königreich Preußen und Grimmen wurde Kreisstadt. Die Gerichtsbarkeit wurde noch bis 1838 in der früheren Kreisstadt Loitz ausgeübt.
Das eingeschossige, dreizehnachsige Backsteingebäude auf einem Feldsteinsockel mit dem zweigeschossigen Giebelrisalit wurde bis 1838 als Gerichtsgebäude gebaut. Markant ist das Gesims mit den gelb gefassten kleinen Rundbögen und auch die Leibungen der Rundbogenfenster sind mit gelben Steinen versehen. Landratsamt, Amtsgericht und Katasteramt veränderten die soziale Struktur der Stadt. Zuletzt war das Amtsgericht Grimmen für einige Jahre Außenstelle des Amtsgerichts Stralsund. Bei einer Gerichtsreform von 2008 wurde der Standort Grimmen geschlossen und das Haus verkauft, ohne eine schnelle andere Nutzung zu bewirken.